# Treptow-Köpenick
Treptow-Köpenick – dziewiąty okręg administracyjny (Bezirk) Berlina, położony w południowo-wschodniej części miasta.
W Treptow-Köpenick swoją siedzibę ma klub piłkarski 1. FC Union Berlin wraz ze stadionem An der alten Försterei.

## Położenie
Okręg leży na południowo-wschodnim krańcu Berlina i graniczy z okręgami Neukölln, Friedrichshain-Kreuzberg, Lichtenberg i Marzahn-Hellersdorf oraz z krajem związkowym Brandenburgia i powiatami: Märkisch-Oderland, Oder-Spree i Dahme-Spreewald. Dzielnica Schmöckwitz stanowi najbardziej wysuniętą na południe część miasta, a Rahnsdorf – na wschód.
Pod względem powierzchni jest największym okręgiem Berlina, zajmuje 18,9% powierzchni miasta. W skład tego największego okręgu administracyjnego wchodzi także największa powierzchniowo (34,92 km²) dzielnica Berlina – Köpenick.
Na około 70 procent powierzchni okręgu składają się obszary wodne (w tym Müggelsee i Zeuthener See), lasy, parki (m. in. Treptower Park) i obszary chronione. 12,9% powierzchni okręgu stanowią zbiorniki wodne, a 41,5% – lasy. 
36,4% wszystkich berlińskich obszarów wodnych oraz 42,9% leśnych znajduje się w tym okręgu.

## Podział administracyjny

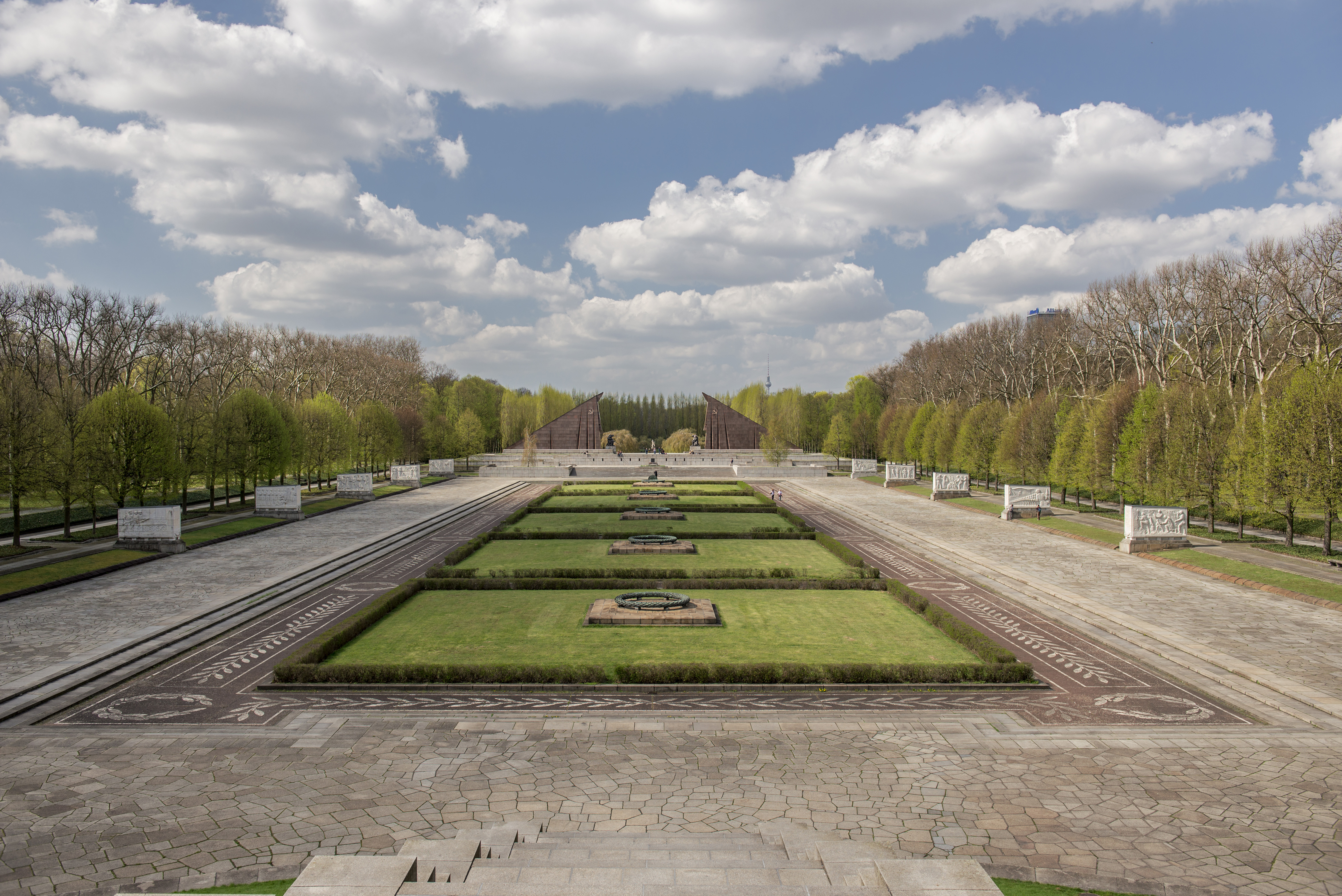
Pomnik Żołnierzy Radzieckich w Berlinie (Treptower Park)

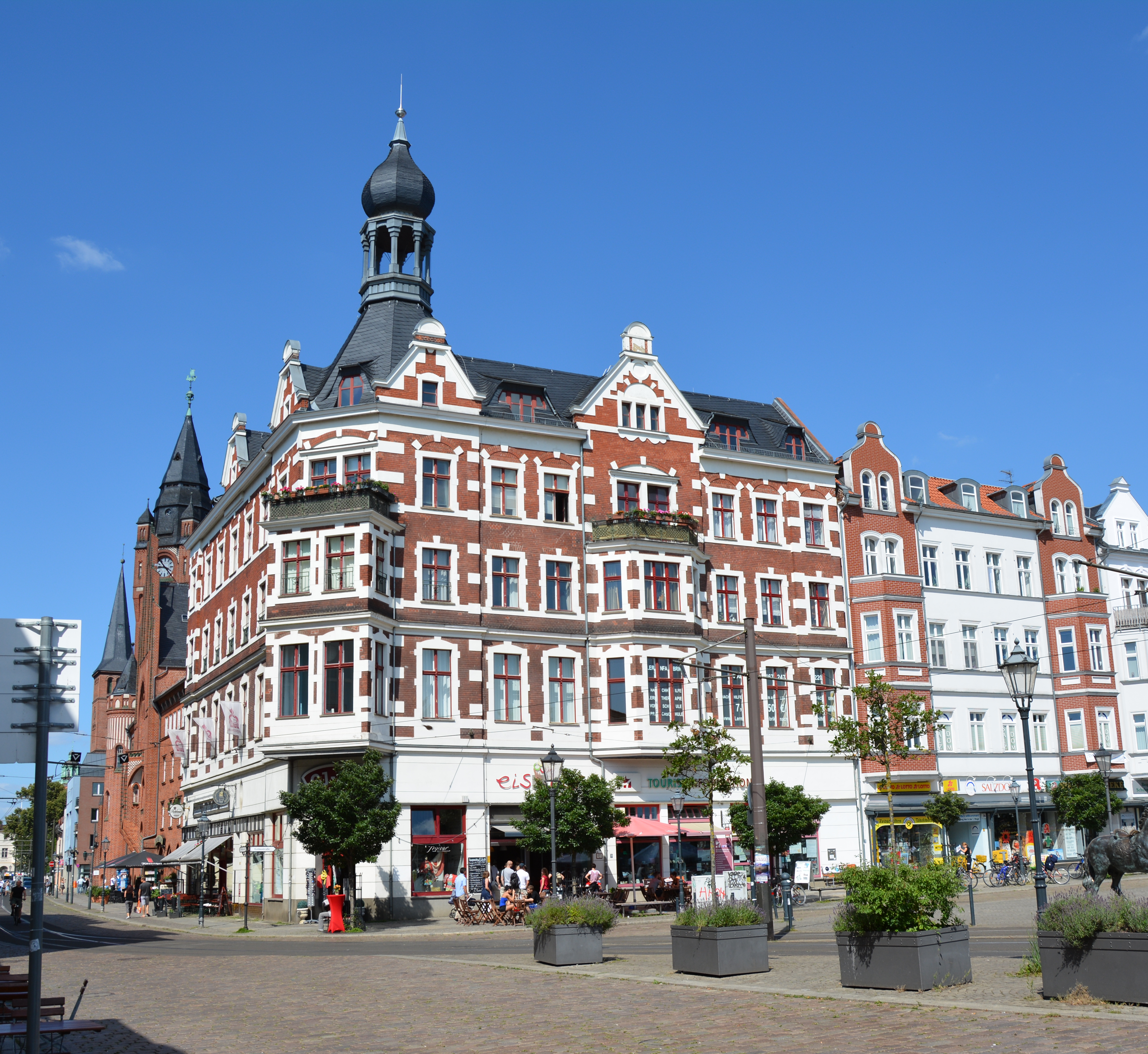
Centrum dzielnicy Köpenick

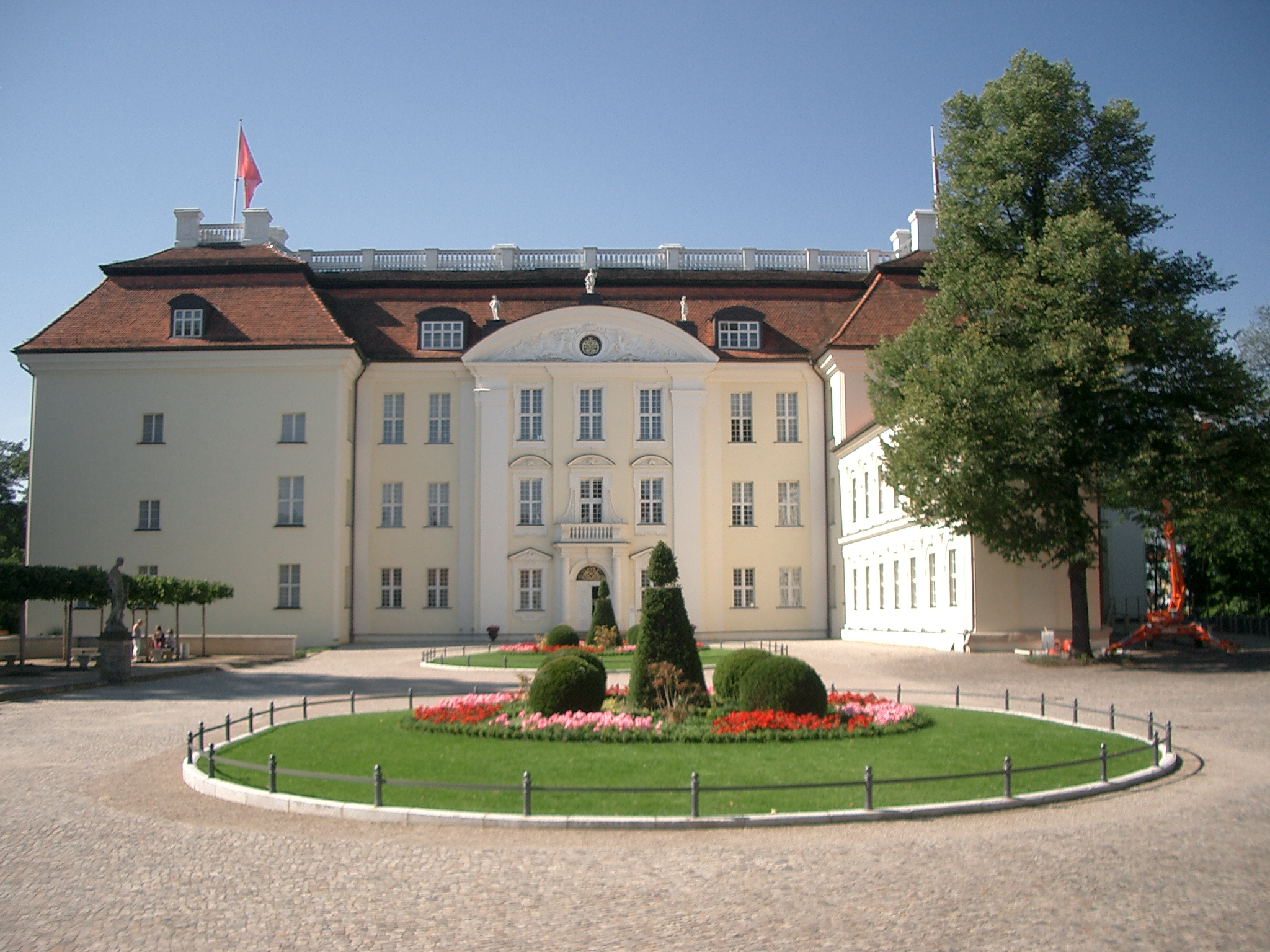
Zamek Köpenick, w którym znajduje się Muzeum Rzemiosła Artystycznego.

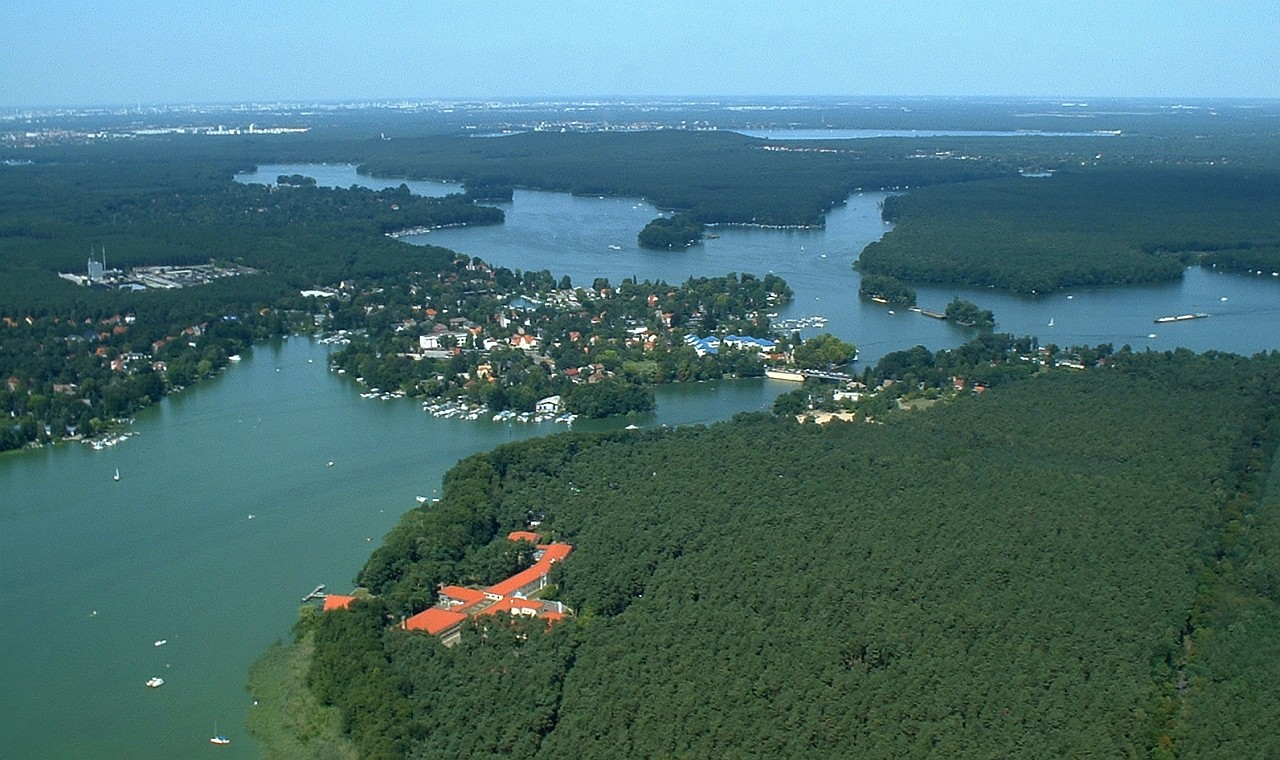
Jezioro Zeuthener See jako część rzeki Dahme w dzielnicy Schmöckwitz

W skład okręgu Treptow-Köpenick, który powstał w 2001 roku z połączenia dwóch okręgów administracyjnych Berlina Wschodniego: Treptow i Köpenick, wchodzi obecnie 15 dzielnic:
| Dzielnica | Powierzchnia w km² | Liczba mieszkańców | Gęstość zaludnienia |
| --- | ------------------ | ------------------ | ------------------- |
| 0901 Alt-Treptow | 2,31               | 11 934             | 5 166               |
| 0902 Plänterwald | 3,01               | 11 034             | 3 666               |
| 0903 Baumschulenweg - Späthsfelde | 4,82               | 18 188             | 3 773               |
| 0904 Johannisthal | 6,54               | 19 524             | 2 985               |
| 0905 Niederschöneweide - Oberspree | 3,49               | 10 980             | 3 146               |
| 0906 Altglienicke - Falkenberg | 7,89               | 28 054             | 3 556               |
| 0907 Adlershof - Wendenheide | 6,11               | 17 284             | 2 829               |
| 0908 Bohnsdorf - Falkenhorst - Falkenberg | 6,52               | 11 356             | 1 742               |
| 0909 Oberschöneweide | 6,18               | 21 148             | 3 422               |
| 0910 Köpenick - Altstadt - Dammfeld - Dammvorstadt - Elsengrund - Kämmereiheide - Kietz - Kietzer Feld - Köllnische Vorstadt - Piepertswinkel - Salvador-Allende-Viertel - Spindlersfeld - Uhlenhorst - Wendenschloß - Wolfsgarten | 34,92              | 63 778             | 1 826               |
| 0911 Friedrichshagen - Hirschgarten | 14,02              | 18 288             | 1 304               |
| 0912 Rahnsdorf - Hessenwinkel - Wilhelmshagen | 21,45              | 9 375              | 437                 |
| 0913 Grünau | 9,13               | 6 032              | 661                 |
| 0914 Müggelheim - Ludwigshöhe - Siedlung Schönhorst | 22,22              | 6 589              | 297                 |
| 0915 Schmöckwitz - Karolinenhof - Rauchfangswerder - Schmöckwitzwerder | 17,14              | 4 218              | 246                 |

## Historia
Podczas tworzenia się Wielkiego Berlina powstały dwa okręgi administracyjne: Cöpenick na północ od brzegów Sprewy i Treptow po jej południowej stronie. Pierwszy z nich składał się z dzielnic: Bohnsdorf, Carolinenhof, Cöpenick, Friedrichshagen, Grünau, Hessenwinkel, Hirschgarten, Müggelheim, Rahnsdorf, Rauchfangswerder, Schmöckwitz, Wilhelmshagen, a drugi z: Adlershof, Alt-Glienicke, Johannisthal, Niederschöneweide, Oberschöneweide, Treptow, Wuhlheide. Od samego początku istnienia granice poszczególnych części ulegały korektom, najmocniejsze zmiany nastąpiły w 1938 r. 
Od reformy administracyjnej z 2001 r. oba osobne do tej pory okręgi zostały połączone w jeden i obecnie tworzą powierzchniowo największą jednostkę administracyjną w mieście. Siedziba administracji okręgu znajduje się w ratuszu Köpenick. 

## Ludność
31 grudnia 2015 r. liczba ta wynosiła 257 782 osób. Ze względu na wysoki udział powierzchni wodnych i leśnych w ogólnej wielkości wynoszącej 168,4 kilometrów kwadratowych zagęszczenie ludności wynosiło 1 531 osób na kilometr kwadratowy i jest to najniższa wartość spośród wszystkich okręgów w Berlinie.
31 grudnia 2012 r. udział obcokrajowców w liczbie mieszkańców wyniósł 4,0%, a osób z tłem migracyjnym – 8,4%. Stopa bezrobocia w dniu 20 kwietnia 2013 r. wyniosła 10,1%. 31 grudnia 2012 r. średnia wieku mieszkańca była równa 45,5 roku.

## Gospodarka

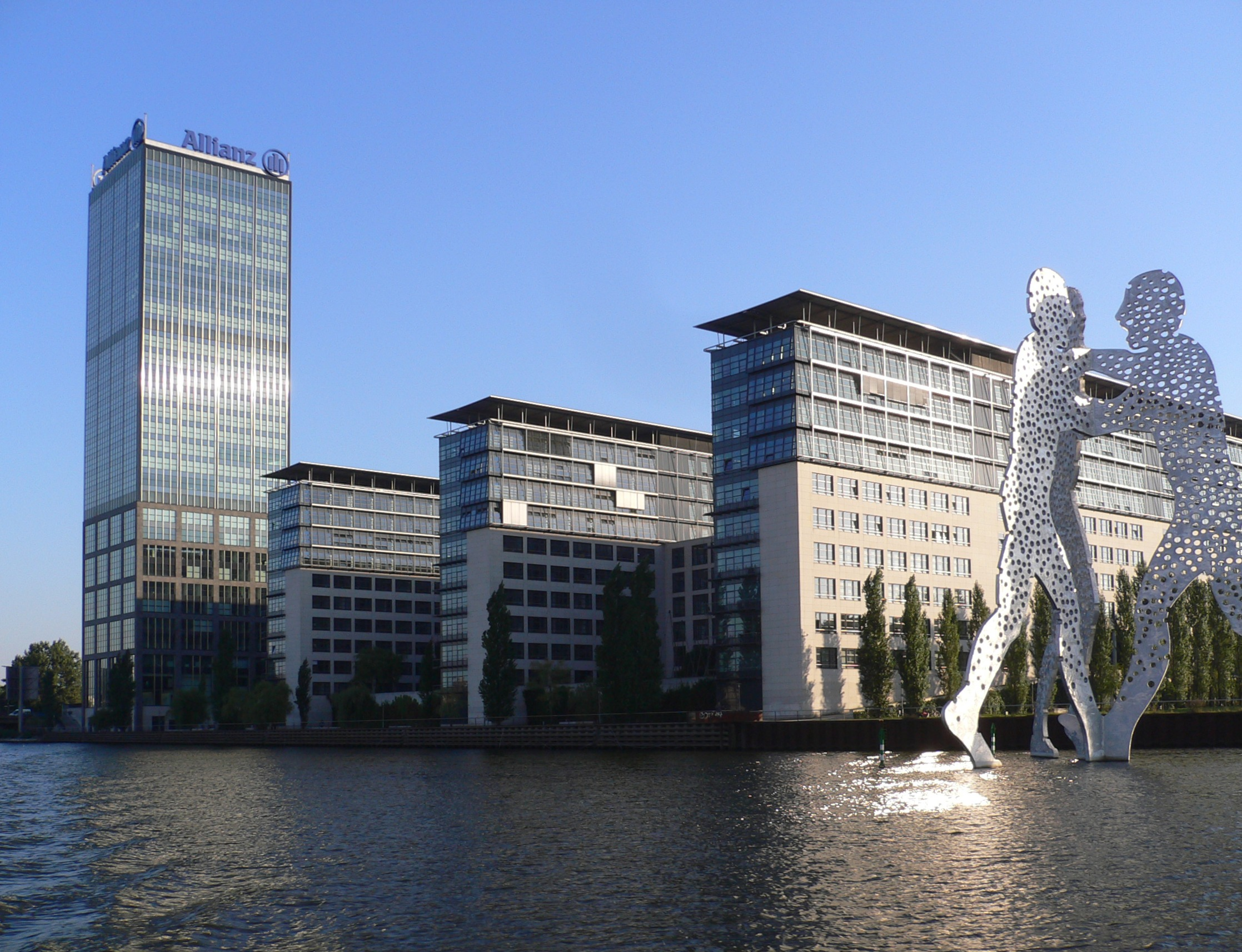
Biurowce Treptowers wskazują granicę okręgów Treptow-Köpenick i Friedrichshain-Kreuzberg.

Głównym centrum gospodarczym w okręgu jest dzielnica Adlershof z największym parkiem technologicznym w Niemczech WISTA, skupiającym ponad 1 300 firm z wielu branż, przede wszystkim badawcza, medialna, optyczna i IT. Swoją siedzibę mają tu ponadto różne instytuty uczelni wyższych, m. in. Uniwersytetu Humboldtów. 
W dzielnicy Alt-Treptow znajduje się Treptowers – oddany do użytku w 1998 r. kompleks budynków biurowych, wśród których znajduje się jeden z najwyższych wieżowców (125 m, 31 pięter) w całym Berlinie.

## Transport
Przez Treptow-Köpenick prowadzi najdłuższa (11,9 km) ulica w Berlinie – Adlergestell, częściowo przebiegająca szlakiem drogi krajowej B96A. Poprzez autostrady A113 i A117 istnieją połączenia drogowe z autostradową obwodnicą Berlina A10 (Berliner Ring) i autostradą A13 w kierunku na Drezno i Wrocław.
Przez okręg przebiegają następujące linie szybkiej kolei miejskiej: S8, S9, S41/42, S45, S46, S47, S85. Jest także komunikacja tramwajowa i autobusowa, natomiast brak linii metra.
Tuż przy zewnętrznej granicy okręgu na terenie Brandenburgii znajduje się port lotniczy Berlin-Brandenburgia.

## Współpraca
Miejscowości partnerskie:
- Polska: Warszawa, dzielnica Mokotów
- Nadrenia Północna-Westfalia: Kolonia
- Nadrenia-Palatynat: Odernheim am Glan
- Austria: Mürzzuschlag
- Czechy: Ołomuniec
- Peru: Cajamarca
- Serbia: Subotica
- Słowenia: Izola
- Stany Zjednoczone: East Norriton Township
- Turcja: Tepebaşı
- Węgry: Veszprém
- Włochy: Albinea

## Strony internetowe
- Oficjalna strona okręgu Treptow-Köpenick